# Johan Fano
Johan Fano (* 9. August 1978 in Huánuco) ist ein peruanischer Fußballspieler auf der Position des Stürmers.

## Leben
Fano begann seine Profikarriere 1995 bei seinem Heimatverein León de Huánuco und wechselte 1996 zu Unión Minas; einer seiner wenigen Stationen, bei der er zwei Jahre unter Vertrag stand. In den kommenden fünf Jahren spielte er bei sechs verschiedenen Vereinen, ehe er 2003 und 2004 erneut zwei Jahre bei einem Verein blieb. Diesmal war es Coronel Bolognesi, bei dem er in der zweiten Hälfte des Jahres 2006 noch einmal im Einsatz war.
Fano spielte hauptsächlich bei peruanischen Teams. 2008/09 stand er beim kolumbianischen Once Caldas und 2010 beim mexikanischen CF Atlante unter Vertrag stand, 2012 bei den kolumbianischen Vereinen Atlético Nacional und Itagüí FC.
Er kündigte an seine Karriere 2013 bei seinem Heimatverein León de Huánuco zu beenden. Im Juli 2014 wechselte er aber erneut nach Kolumbien, zu den Águilas Doradas.
Zwischen 2003 und 2011 kam Fano in insgesamt 17 Länderspielen für die peruanische Nationalmannschaft zum Einsatz, in denen er drei Tore erzielte.

## Erfolge
Kolumbianischer Meister: 2009